# Rude Havvej Station
Rude Havvej Station er en letbanestation på Odderbanen i Odder i Danmark. Den blev oprindeligt etableret som jernbanestation i 1982. 
Odderbanen blev (sammen med Grenaabanen) lukket for ombygning til letbane 27. august 2016. Det var forventet, at den ville genåbne som en del af Aarhus Letbane i december 2017, men på grund af manglende sikkerhedsgodkendelse blev genåbningen udskudt på ubestemt tid. Efter en længere proces genåbnede banen så 25. august 2018, efter at den nødvendige godkendelse fra Trafik-, Bygge- og Boligstyrelsen forelå dagen før.
Odder Kommune planlægger at anlægge et Parker og Rejs-anlæg ved stationen, der forventes at stå klar medio 2020. Anlægget kommer til at bestå af 150 parkeringspladser, hvortil kommer cykelparkering ved banen samt bybuslommer og Kys og Kør-parkering ved Rude Havvej. Desuden undersøges det, om nogle af letbanetogene fremover skal overnatte her i stedet for på Odder Station.